# 徐濤 (清朝)
徐濤（1769年—1801年），字听松、号江庵，也作仁庵。清朝吴江（今江苏苏州）人。
乾隆⼆⼗⼀年（1756）⽣，早年為諸生。郭元灏弟子。與好友郭麐同館於胥塘倪筠家中，教授倪家子弟。乾隆五⼗六年（1801年）⾟亥去世。著有《话雨楼诗草稿》。